# Zaculeu

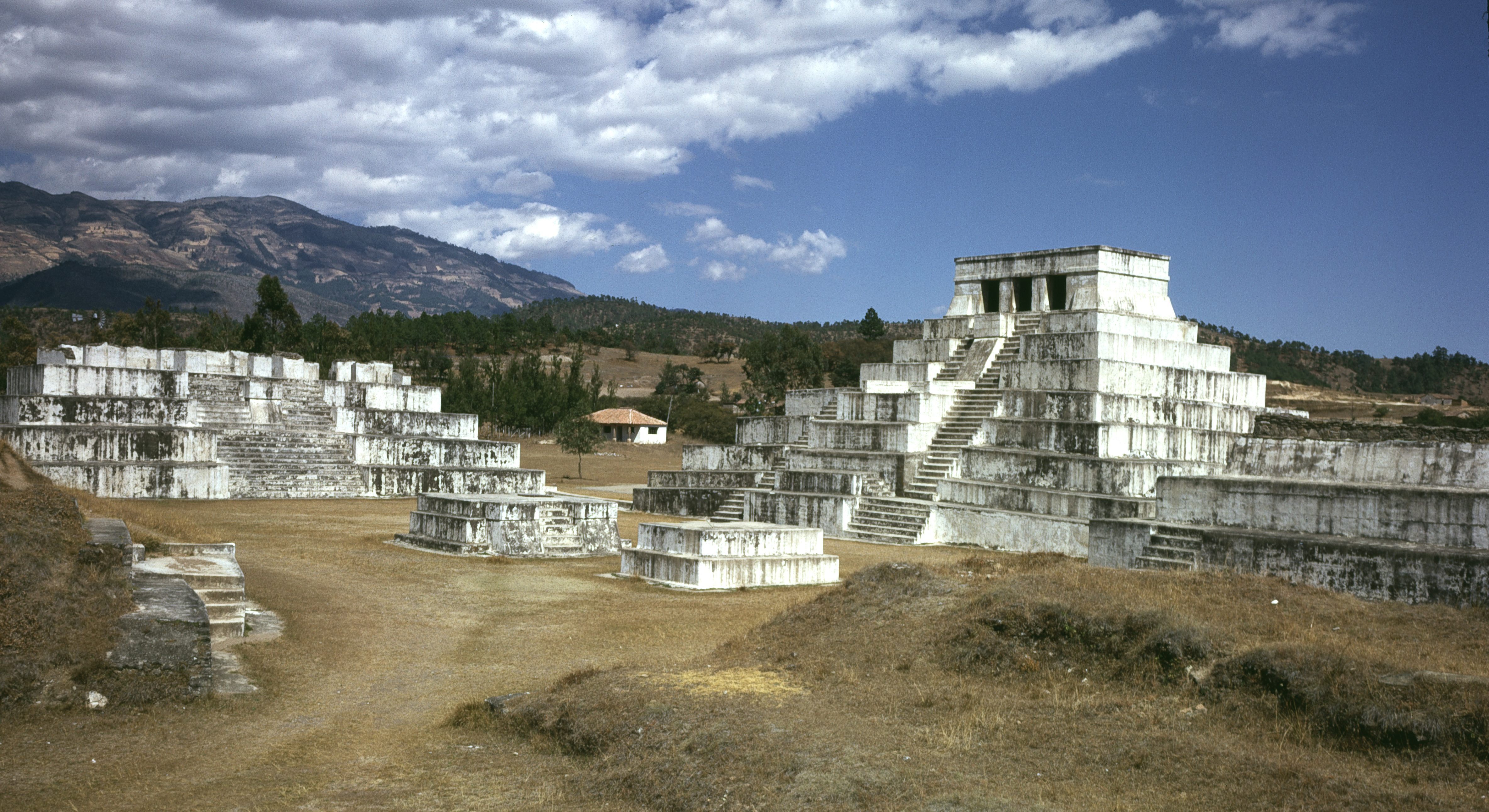
Hauptplatz von Zaculeu

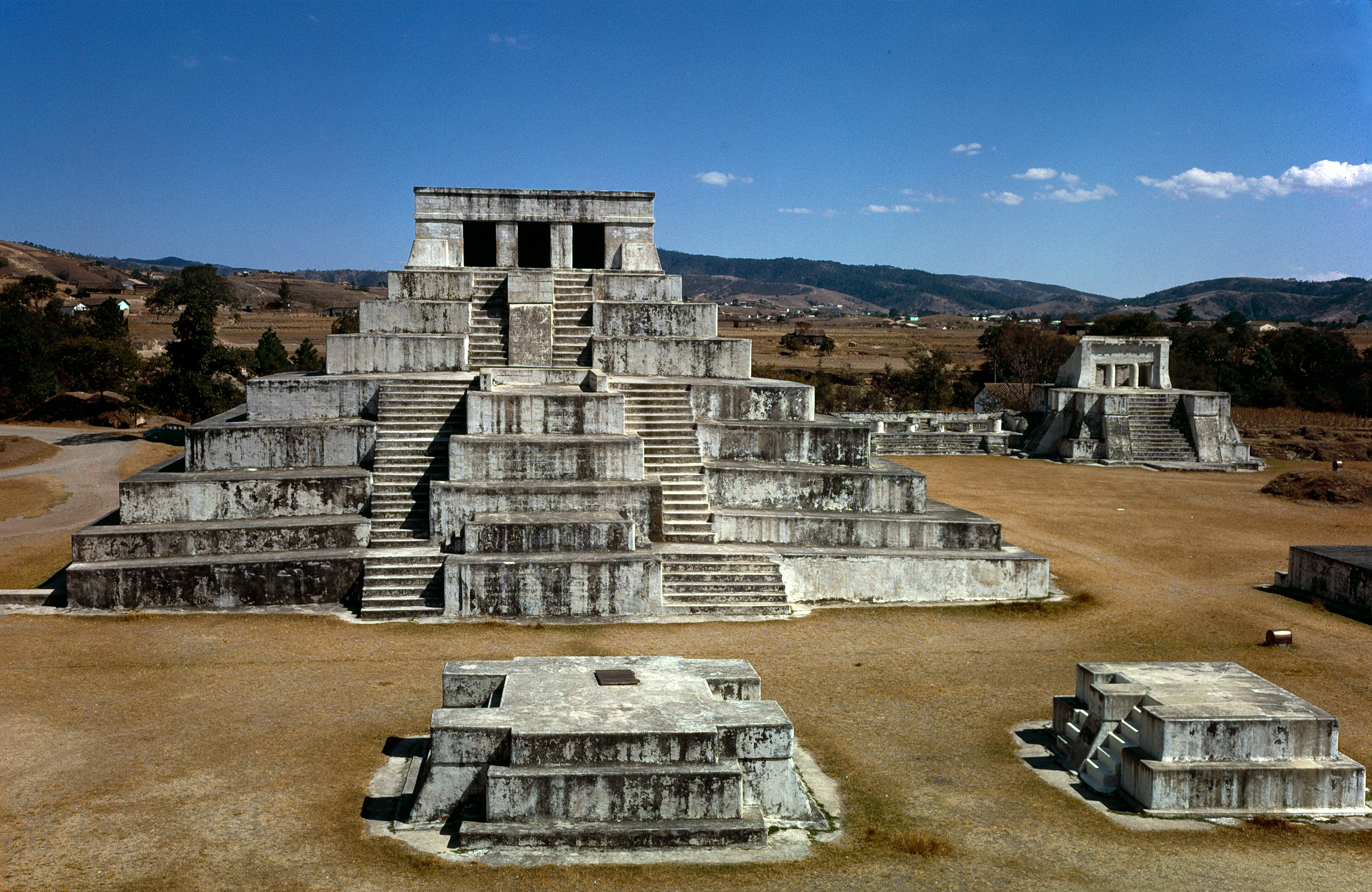
Hauptpyramide

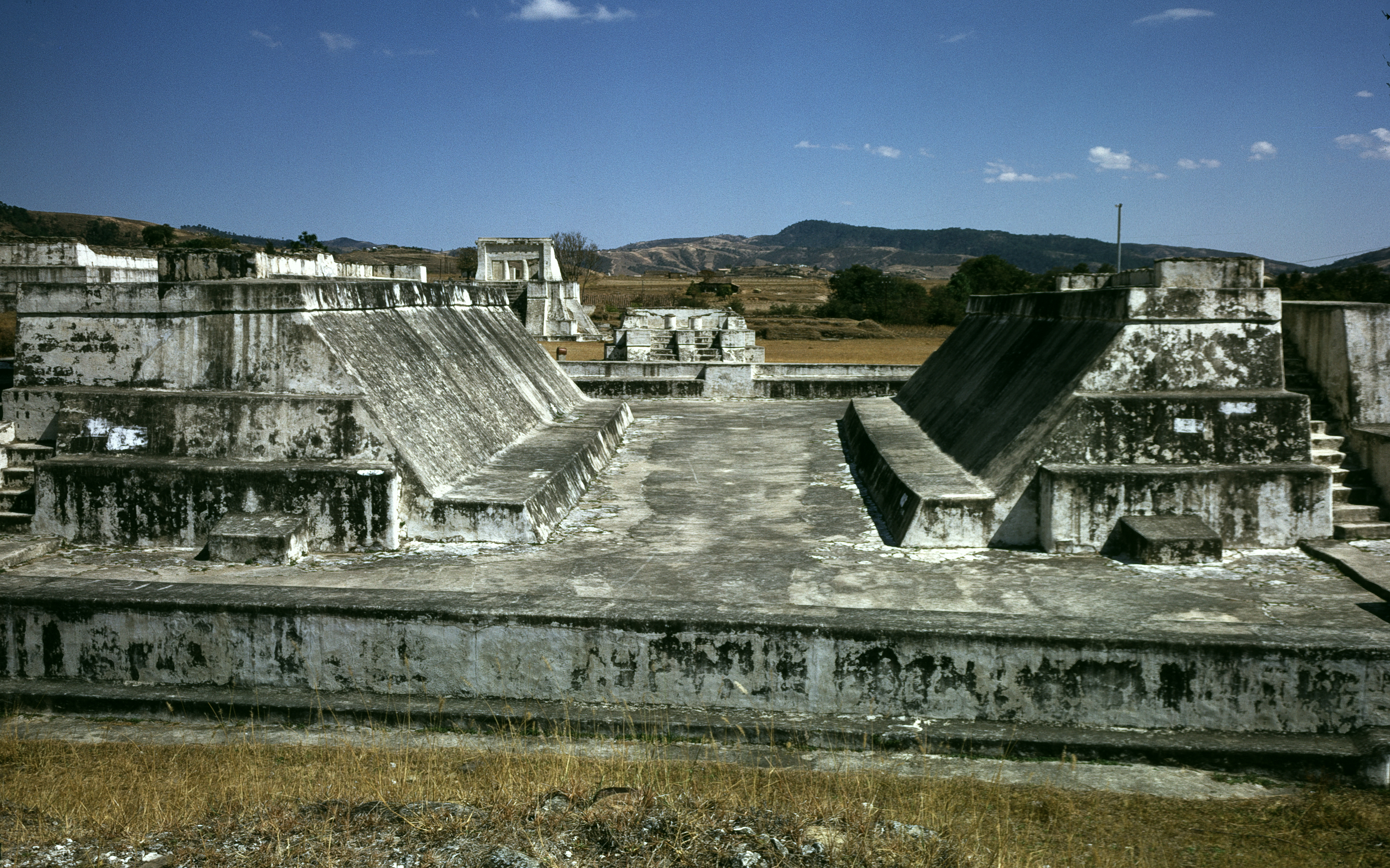
Ballspielplatz

Zaculeu war eine in der Sierra de los Cuchumatanes in ca. 1900 m Höhe nahe der heutigen Stadt Huehuetenango im heutigen Nordwesten Guatemalas gelegene Maya-Stadt.

## Geschichte
Der Nachweis verschiedener Bauphasen belegt, dass Zaculeu seit der Frühklassik (ab etwa 250 bis 300 nach Christus) bewohnt war. In der Postklassik stieg der Ort zu einem Handelszentrum auf, das Verbindungen bis nach Mexiko besaß, worauf mexikanische Einflüsse in der Architektur sowie Funde mexikanischer Luxusgüter hinweisen. Um das Jahr 1250 wurde Zaculeu Hauptstadt der Mam-Maya, die den Ort bis ins frühe 16. Jahrhundert hinein kontrollierten. 
Im Jahre 1525 eroberte der Spanier Pedro de Alvarado die Stadt und vertrieb ihre Bewohner, deren Nachfahren heute noch zu einem großen Teil in und um Huehuetenango leben.
Die Maya-Stadt wurde in den späten 1940er Jahren von der United Fruit Company umfassend restauriert.

## Architektur
Die archäologische Stätte von Zaculeu besteht aus vier größeren Tempelpyramiden, mehreren kleinen Altar-Plattformen und einem großen Ballspielplatz.